# Березанка (Нежинский район)
Березанка (укр. Березанка) — село в Нежинском районе Черниговской области Украины. Население 241 человек. Занимает площадь 1,195 км².
Код КОАТУУ: 7423380650. Почтовый индекс: 16643. Телефонный код: +380 4631.

## Власть
Орган местного самоуправления — Березанский сельский совет. Почтовый адрес: 16641, Черниговская обл., Нежинский р-н, с. Березанка, ул. Ленина, 1а.

## История
- в 1649 году создана Березовская сотня Неженского полка в составе 95 казаков. Сотник Омельян Проценко.
- Село Березанка было в составе Нежинской волости Нежинского уезда Черниговской губернии.
- В селе была Рождество-Богородицкая церковь. Священнослужители Рождество-Богородицкой церкви[2]:
  - 1787 — священник Григорий Семенович Кордовский
  - 1787 — священник Иван Григорьевич Кордовский
  - 1809 — священник Степан Федорович Кушакевич